# Cawker City, Kansas
Cawker City là một thành phố thuộc quận Mitchell, tiểu bang Kansas, Hoa Kỳ. Năm 2010, dân số của xã này là 469 người.

## Dân số
Dân số các năm:
- Năm 2000: 521 người
- Năm 2010: 469 người